# キーショーン・ジョージ
- カイショーン・ジョージ

キーショーン・シャンティー・アロンゾ・ジョージ（Kyshawn Shanty Alonzo George, 2003年12月12日 - ）は、スイス・ヴァレー州モンテー出身のプロバスケットボール選手。NBAのワシントン・ウィザーズに所属している。ポジションはスモールフォワードまたはシューティングガード。

## 経歴

### エラン・シャロン
スイスで生まれ育った後にフランスへ渡り、2022年からエラン・シャロンでプレーした 。
2023年4月にマイアミ大学へのコミットを発表した。

### カレッジ
1年目の2023-24シーズンは31試合に出場して平均7.6得点、3.0リバウンド、2.2アシストを記録。シーズン終了後に2024年のNBAドラフトにアーリーエントリーすることを表明した。

### ワシントン・ウィザーズ
2024年6月24日に行われたNBAドラフトにて1巡目全体24位でニューヨーク・ニックスから指名されたが、直後にトレードでワシントン・ウィザーズへ放出された。7月6日にウィザーズとの契約に合意した。

## 代表歴
13歳の時点でU16スイス代表に選出された。

## 家族
父のディオンはカナダ出身で、スイスのプロバスケットボールリーグでプレーしていた。

## 個人成績

### NBA

#### レギュラーシーズン
| シーズン | チーム | GP | GS | MPG  | FG%  | 3P%  | FT%  | RPG | APG | SPG | BPG | PPG |
| -------- | ------ | -- | -- | ---- | ---- | ---- | ---- | --- | --- | --- | --- | --- |
| 2024–25  | WAS    | 68 | 38 | 26.5 | .372 | .322 | .753 | 4.2 | 2.5 | 1.0 | .7  | 8.7 |
| 通算     | 通算   | 68 | 38 | 26.5 | .372 | .322 | .753 | 4.2 | 2.5 | 1.0 | .7  | 8.7 |

### カレッジ
| シーズン | チーム   | GP | GS | MPG  | FG%  | 3P%  | FT%  | RPG | APG | SPG | BPG | PPG |
| -------- | -------- | -- | -- | ---- | ---- | ---- | ---- | --- | --- | --- | --- | --- |
| 2023–24  | マイアミ | 31 | 16 | 23.0 | .426 | .408 | .778 | 3.0 | 2.2 | .9  | .4  | 7.6 |